# Mellringe

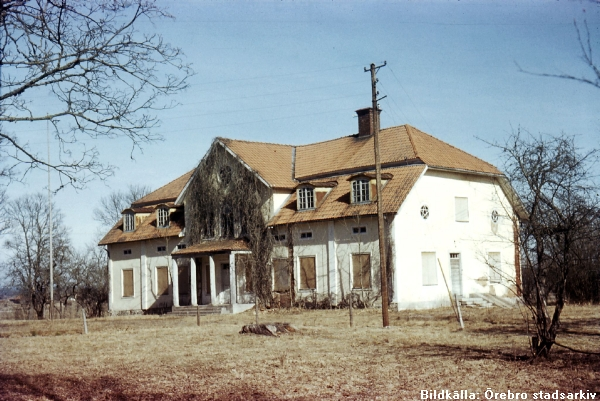
Mellringe herrgård, Örebro, på 1950-talet då den var rivningshotad. Herrgården är idag renoverad.

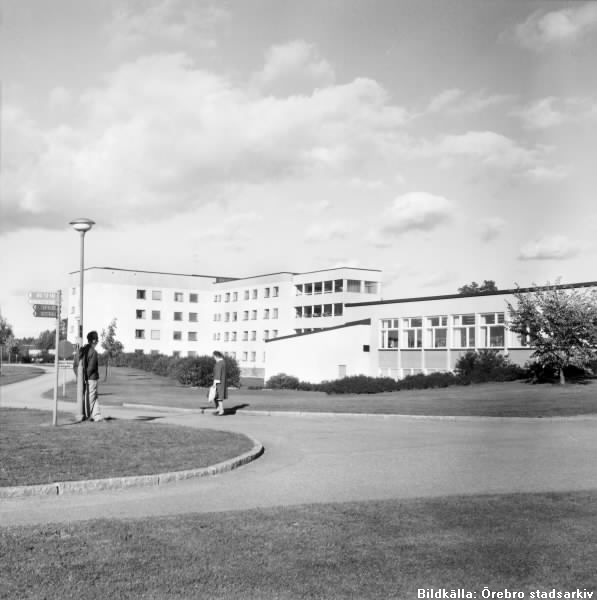
Del av Mellringe sjukhus år 1965. Terapihuset i förgrunden, och en av vårdpaviljongerna, som vardera innehöll fyra vårdavdelningar, i bakgrunden.

Mellringe är en stadsdel i västra Örebro, som före 1937 tillhörde Längbro landskommun. Området gränsar till Hjärsta och Varberga och består av bostadsrätter, hyresrätter och villor. Mellringe delar kommunal service med Varberga och har dessutom en kommunal 1–9 skola. I skolans lokaler fanns tidigare ett mentalsjukhus, vilket områdets namn fortfarande förknippas med. I västra Mellringe ligger även en fotbollsplan, Mellringe Idrottsplats, och en numera nerlagd golfbana. Väster om Mellringe ligger bostadsområdet Runnaby och norrut, mot Närkes Kil, ligger området Eker.

## Mellringe by
Mellringe var från början en by, som på 1500-talet omfattade tre hemman frälsejord, utarrenderade till landbor, samt en skatteutjord. Under tidiga hälften av 1600-talet ägdes två hemman av riksdrotsen Per Brahe d.y., och 1645 tillhörde de riksmarsken Jakob De la Gardie. Det tredje hemmanet ägdes 1650 av landshövdingen Abraham Leijonhufvud på Hjälmarsberg. Efter reduktionen indrogs alla tre hemmanen till kronohemman. I mitten av 1700-talet övergick de i privat ägo.

## Mellringe herrgård
Den nuvarande herrgårdens bottenvåning härrör från 1700-talet. Möjligen är dess äldsta delar från 1600-talet. Övre våningen har tillbyggts senare. Byggnaden renoverades 1878 och erhöll då sitt nuvarande uteende. De sista ägarna var änkefru Emelie Andersson (död 1940) och hennes son major Torsten Mellringer (död 1937). Mellringe herrgård inköptes av Örebro stad 1942, men arrenderades sedan av Eric Karlsson. År 1951 var byggnaden i så dåligt skick att en rivning diskuterades. Landsantikvarien Bertil Waldén engagerade sig i frågan, och underströk byggnadens ålder och värde som stilren 1600-tals herrgård. Någon rivning blev därför inte av.
1956 tog Örebro stadsfullmäktige beslut om att sälja delar av Mellringe egendom till staten för uppförande av Mellringe sjukhus. Herrgården renoverades och ingick som en del i Mellringe sjukhus. I sjukhusets programförklaring angavs att herrgården skulle användas "för patienternas trevnad" och för "rekreations- och bildningsterapi". Under många år hade socioterapin sina lokaler där.

## Mellringe sjukhus
Se Mellringe sjukhus